# Samara (Russia)
Samára (in russo: Самáра), che dal 27 gennaio 1935 al 25 gennaio 1990 era chiamata Kújbyšev (Ку́йбышев), in onore del rivoluzionario sovietico Valerian Kujbyšev, è la nona città più grande della Russia secondo il censimento del 2021.

## Geografia
Si trova nella parte centro-orientale della Russia europea, conosciuta come il distretto federale del Volga, nella confluenza tra il fiume Volga e il fiume Samara. Essa è anche il capoluogo dell'omonima oblast'. Dopo il censimento del 2018, la popolazione è risultata essere di 1 163 399 (oltre i tre milioni se si considera l'intera oblast'). Nonostante un passato da città chiusa, oggi Samara è diventata un'importante città, soprattutto sotto il punto di vista sociale, politico, economico, industriale e culturale, che la portò nel maggio 2007 ad ospitare un vertice tra UE e Russia.
La città è situata sulla riva sinistra del fiume Volga, che funge come suo confine per la parte occidentale. Il confine a nord è delimitato dalle colline Sokol'i e dalla steppa nella parte est e sud. La vita degli abitanti di Samara è sempre stata caratterizzata dalla presenza del fiume Volga, che non ha solamente offerto un'intensa attività commerciale verso le altre città della Russia, ma ha anche giocato un ruolo fondamentale per quanto riguarda il turismo, grazie all'ottimo colpo d'occhio offerto dal luogo. Il fiume Samara, infatti, è una delle mete preferite sia dagli abitanti della città che dai turisti. Durante una delle sue varie visite alla città di Samara, il romanziere sovietico Vasilij Aksënov affermò: "Non saprei proprio dove trovare delle rive così lunghe e belle in Occidente. Probabilmente solo nei pressi del lago Lemano".
Samara è la capofila industriale nella zona del Volga ed è una delle dieci città russe con maggior profitto e volume ricavato dalle proprie industrie. Essa è anche nota per la produzione di veicoli aerospaziali, satelliti e vari servizi spaziali, come motori e cavi, velivoli e alluminio; prodotti chimici e criogenici; lavorazione ed estrazione di gas e petrolio; materiali elettrici; materiale d'aviazione; costruzione di gru e vari materiali; cioccolata; la vodka Rodnik; la birra Žiguli; e un'industria alimentare ed elettrica.

## Storia
La leggenda vuole che Alessio, metropolita di Kiev, in seguito santo patrono della città, abbia visitato Samara nel 1357 e abbia profetizzato che sarebbe diventata una grande città senza essere mai stata devastata. 
Il porto del Volga comparve per la prima volta sulle cartine italiane nel XIV secolo. 

## Geografia fisica

### Clima
Samara ha un clima continentale caratterizzato da estati calde ed inverni freddi.
| SAMARA              | Mesi  | Mesi  | Mesi | Mesi | Mesi | Mesi | Mesi | Mesi | Mesi | Mesi | Mesi | Mesi  | Stagioni | Stagioni | Stagioni | Stagioni | Anno |
| SAMARA              | Gen   | Feb   | Mar  | Apr  | Mag  | Giu  | Lug  | Ago  | Set  | Ott  | Nov  | Dic   | Inv      | Pri      | Est      | Aut      | Anno |
| ------------------- | ----- | ----- | ---- | ---- | ---- | ---- | ---- | ---- | ---- | ---- | ---- | ----- | -------- | -------- | -------- | -------- | ---- |
| T. max. media (°C)  | −9,0  | −7,5  | −0,9 | 11,5 | 20,9 | 24,1 | 26,1 | 24,2 | 18,1 | 8,3  | −0,1 | −5,7  | −7,4     | 10,5     | 24,8     | 8,8      | 9,2  |
| T. min. media (°C)  | −15,7 | −14,6 | −7,7 | 2,3  | 9,6  | 13,6 | 15,9 | 13,9 | 8,7  | 1,5  | −4,6 | −11,4 | −13,9    | 1,4      | 14,5     | 1,9      | 1,0  |
| Precipitazioni (mm) | 46    | 35    | 33   | 39   | 32   | 58   | 64   | 52   | 45   | 52   | 54   | 51    | 132      | 104      | 174      | 151      | 561  |
| Giorni di pioggia   | 10    | 7     | 7    | 7    | 5    | 8    | 8    | 7    | 7    | 9    | 10   | 10    | 27       | 19       | 23       | 26       | 95   |

## Cultura

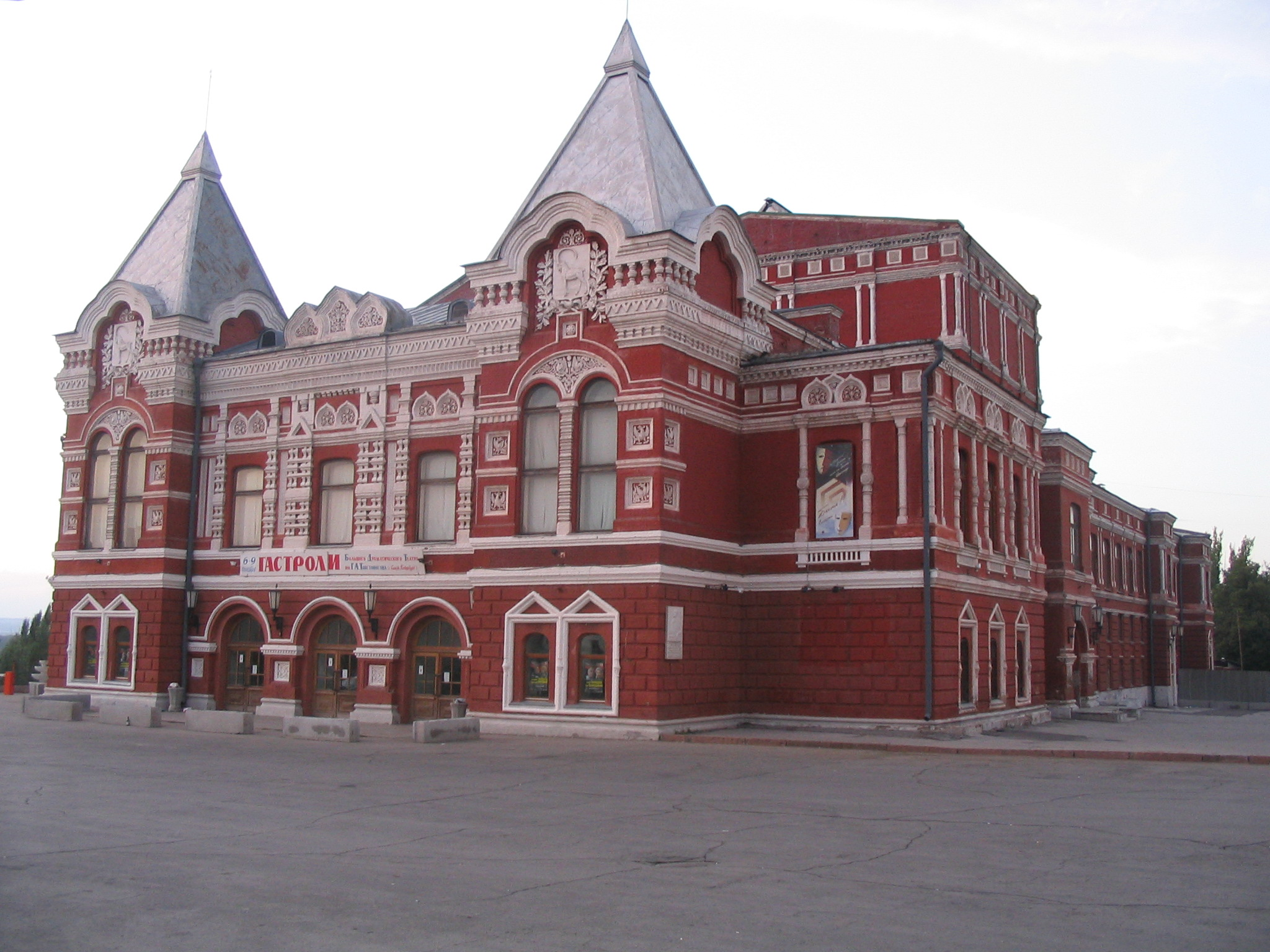
Il teatro drammatico Maksim Gor'kij di Samara

A Samara sono presenti diversi teatri tra i quali spiccano quello dell'opera, per il balletto classico, dell'orchestra filarmonica e ben cinque per le rappresentazioni teatrali di famosi attori. C'è inoltre un museo di storia naturale e di storia cittadina, oltre ad un museo d'arte e numerosi cinema.
Nel XX secolo lo scrittore russo Aleksej Tolstoj trascorse parte della sua vita a Samara e in suo onore venne eretto un monumento. Durante la seconda guerra mondiale visse a Samara il musicista Dmitrij Šostakovič che compose la sua Settima Sinfonia.
Sono presenti anche uno zoo e un famoso circo.

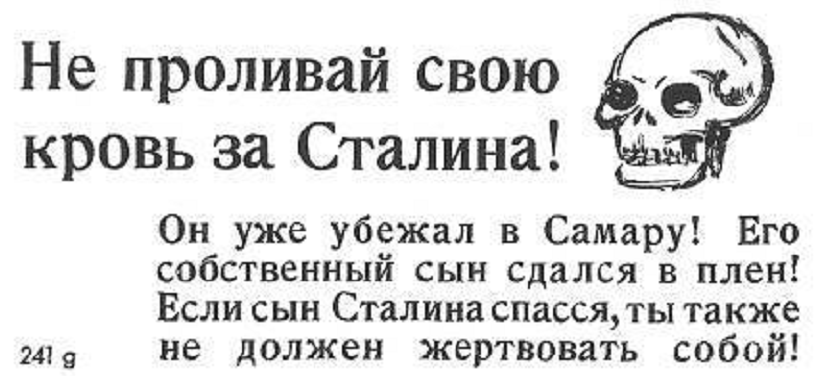
Manifesto di propaganda tedesco del 1941."Non versare il tuo sangue per Stalin! Lui è già scappato a Samara! Il suo stesso figlio si è arreso! Il figlio di Stalin ha scelto di salvarsi, neanche tu sei obbligato a sacrificarti!"

Sotto il gran teatro di Samara, sotto la piazza del teatro si trova, alla profondità di 30 metri, il bunker di Stalin costruito nel caso Mosca fosse stata conquistata dai nazisti, le cui uscite si diramano verso le uscite di alcuni condomini nelle vicinanze, all'apparenza normali. Il bunker fu tenuto segreto fino alla caduta dell'Unione Sovietica. Pochi durante la Russia sovietica sapevano dell'esistenza del bunker, era proibito parlarne ed era punito severamente chi ne avesse rivelato l'esistenza al pubblico. Ne erano informati soldati, generali ed alcuni governanti. Il bunker era ritenuto utile (dagli anni '70 fino al 1980) nel caso di una possibile guerra con gli Stati Uniti d'America; all'epoca della guerra fredda c'era infatti il timore di una terza guerra mondiale e di un attacco a sorpresa con l'esplosione di una bomba atomica.
Le chiese rimaste a Samara sono state tutte restaurate. Delle statue dell'epoca dell'ultimo zar di Russia rimane solo il piedistallo e al posto della statua originale dello zar c'è quella di Lenin, dal momento che sotto il dominio dei bolscevichi furono distrutte tutte le statue dello zar, che furono fuse per poi realizzare nuove statue di Lenin.

### Istruzione
Samara ha 188 scuole tra scuole dell'infanzia, scuole medie, licei e il famoso istituto, che offre una formazione completa (dalle elementari alla laurea, comprendente 7 livelli di istruzione), conosciuto come "Accademia per bambini dotati (Najanova)".
Samara è il maggior centro scolastico nell'area del Volga, grazie ai suoi dodici corsi pubblici e tredici privati che comprendono vari insegnamenti in prospettiva futura per la formazione di matematici e fisici, medici, architetti, giornalisti e avvocati, musicisti e artisti, registi ed attori, produttori di aerei, economisti e architetti, meccanici, archeologi e ingegneri elettronici, metallurghi e tecnici ferroviari, tecnici della comunicazione e interpreti e molti altri.
Inoltre è presente l'Università aerospaziale statale di Samara, ovvero una delle università più importanti per quanto riguarda l'ingegneria e la tecnologia. Sin dalla sua istituzione, ha giocato un ruolo fondamentale nella storia del programma aerospaziale intrapreso dalla Russia.
L'Università statale di Samara è invece una delle più prestigiose università della Russia europea, grazie ad insegnamenti quali giurisprudenza, sociologia e filologia inglese.
Anche la ricerca scientifica è molto seguita a Samara. L'Università tecnica statale di Samara (SamGTU) venne invece fondata nel 1914. Sono presenti 11 facoltà con oltre 20 000 studenti (2009) e 1 800 insegnanti. Nel campus universitario ci sono quattro dormitori e dieci edifici dedicati allo studio.
Risale al 1942 la fondazione dell'Università nazionale di ricerca che in seguito fu intitolata a Sergej Pavlovič Korolëv.

## Infrastrutture e trasporti

### Trasporto stradale
Samara è servita da alcune autostrade e superstrade di importanza federale:
- M5 (E30, AN6) "Ural" Mosca-Rjazan'-Penza-Samara-Ufa-Čeljabinsk
- A300 (E121, AN63) Samara-Bol'shaja Černigovka-confine con il Kazakistan

Samara è servita da strade di importanza regionale:
- P225 Samara-Buguruslan
- P226 Samara-Pugačëv (Oblast' di Saratov)-Engels (città)-Volgograd

### Aereo
La città è servita dall'aeroporto Internazionale di Samara-Kurumoč con i voli di linea verso le principali città russe e all'estero verso l'Asia centrale, il Medio Oriente e verso Francoforte, Rimini e Praga. All'Aeroporto di Samara si basa la compagnia aerea russa la Samara Airlines.

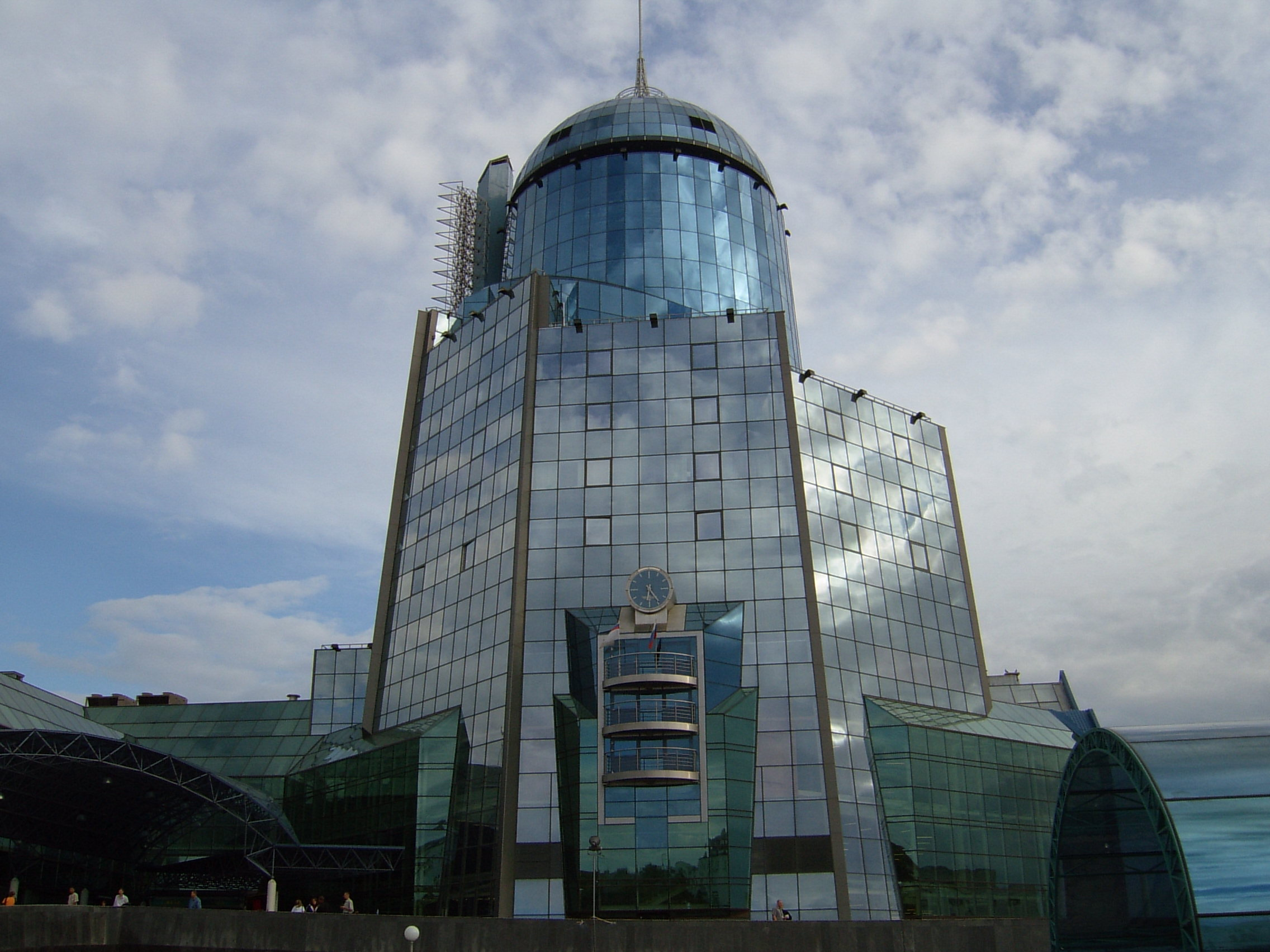
La stazione ferroviaria di Samara

La città è dotata di una linea metropolitana dal 1987, tuttora in fase di ampliamento, e di una rete tramviaria. Sono inoltre presenti dei treni locali che collegano il centro della città ai quartieri limitrofi, una fitta rete tramviaria, autobus sia pubblici che privati e un filobus.
A livello ferroviario la sua stazione centrale è un importante snodo per trasporti nazionali ed internazionali, tra cui spicca il treno espresso Sibirjak, nel tracciato Berlino–Ufa. Essa è stata completata nel 2008 ed è una delle più moderne stazioni di tutta la Russia.

## Sport

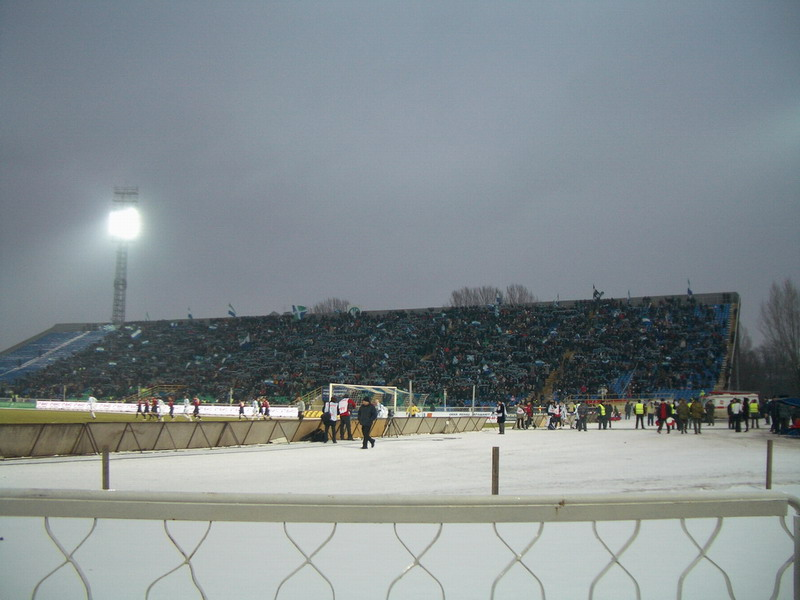
Visuale dello stadio Metallurg, casa del Krylia Sovetov

La principale squadra calcistica cittadina è il Kryl'ja Sovetov Samara, militante nella Prem'er-Liga russa. La Cosmos Arena, costruita nel 2014, ospita le loro partite di calcio e ha una capienza di 41 970 spettatori, ed ha sostituito in occasione del mondiale il vetusto Stadio Metallurg (Samara). Samara ha avuto anche un'importante squadra femminile di basket chiamata VBM-SGAU, ma nel 2007, prima dell'inizio della regular season, vennero venduti i diritti al CSKA che spostò la squadra nella città moscovita. La squadra di basket maschile, il Basketbol'nyj klub Krasnye Kryl'ja Samara, milita nella Basketball Super League russa. La squadra di bandy si chiama ЦСК ВВС e gioca nella seconda divisione russa. Samara ha infine dato i natali ad alcuni personaggi famosi nel mondo sportivo quali i giocatori di hockey su ghiaccio Sergej Vostrikov, (attivo tra gli anni '80 e '90, con presenze nella nazionale dell'Unione Sovietica) e Semën Varlamov (che si è laureato campione del mondo con la Russia nel 2012), e alla tennista Anastasija Pavljučenkova, che ha raggiunto il tredicesimo posto del ranking mondiale WTA.

## Amministrazione

### Gemellaggi
Gemellaggi
- Stara Zagora - Bulgaria (1957)
- Stoccarda - Germania (1992)
- Dnipropetrovsk - Ucraina (1993)
- St. Louis - Stati Uniti (1994)
- Zhengzhou - Cina (2002)
- Palermo - Italia (2008)
- Banja Luka, dal 2026

Amicizie
- Homiel' - Bielorussia
- Vicebsk - Bielorussia
- Astrachan' - Russia
- Ekaterinburg - Russia
- Kaliningrad - Russia
- Nižnij Novgorod - Russia
- Perm' - Russia
- San Pietroburgo - Russia
- Volgograd - Russia
- Feodosia - Ucraina

## Galleria d'immagini

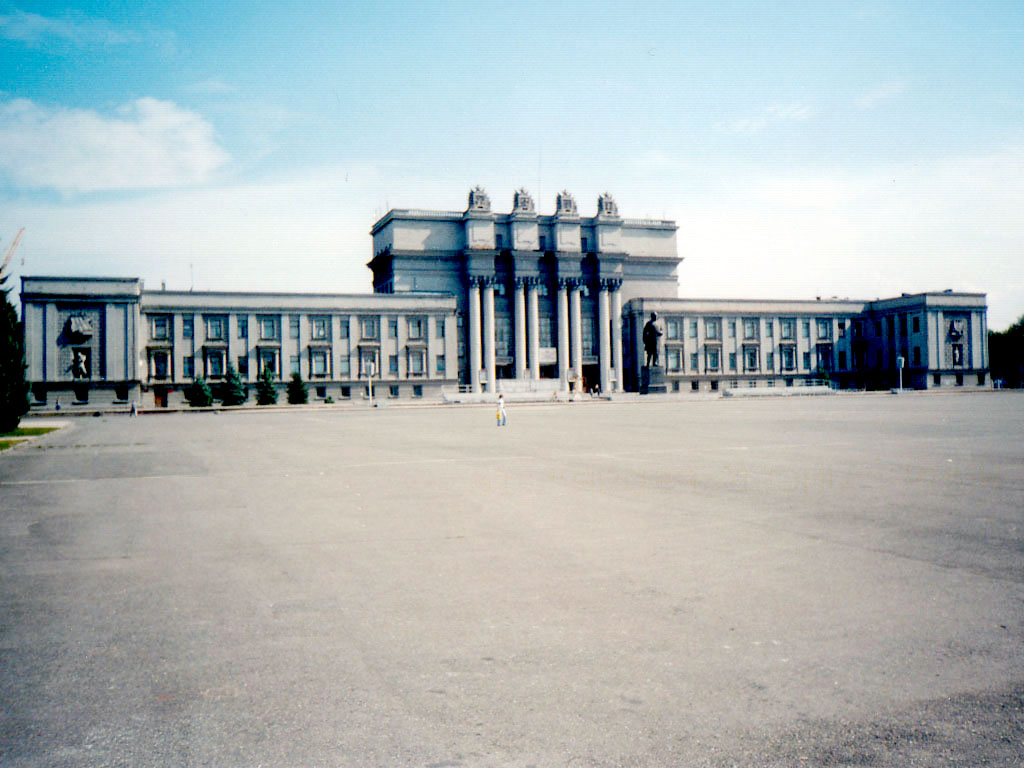
Opera
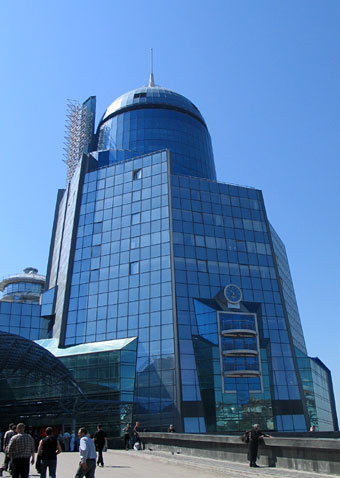
Stazione ferroviaria Samara Centralnaja
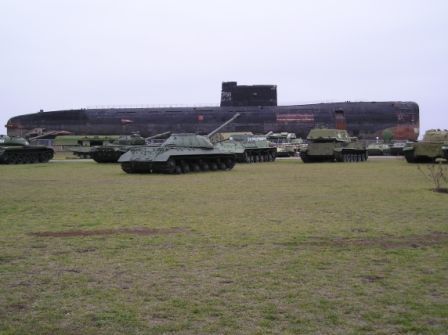
Museo militare
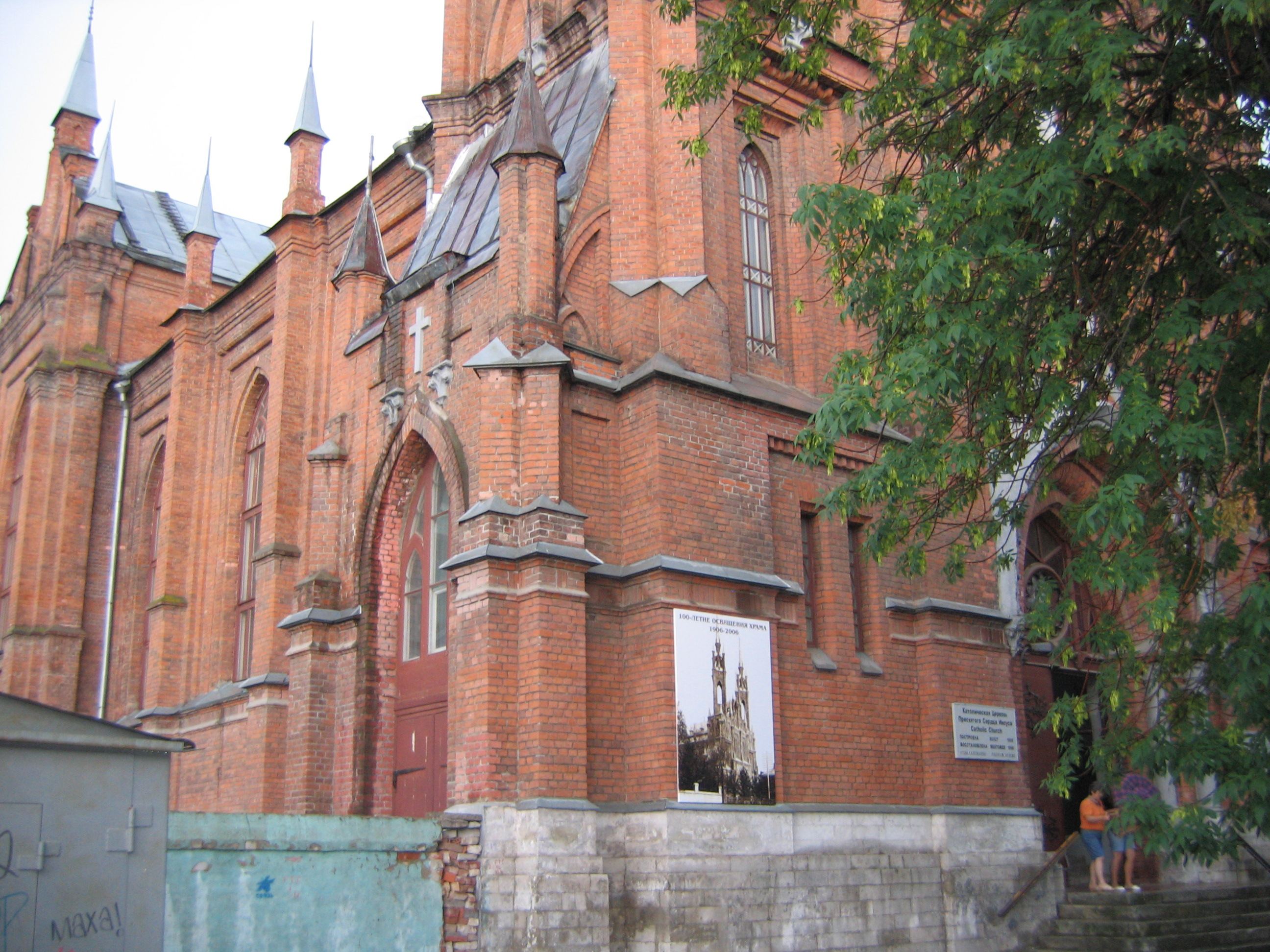
Chiesa cattolica del Sacro Cuore
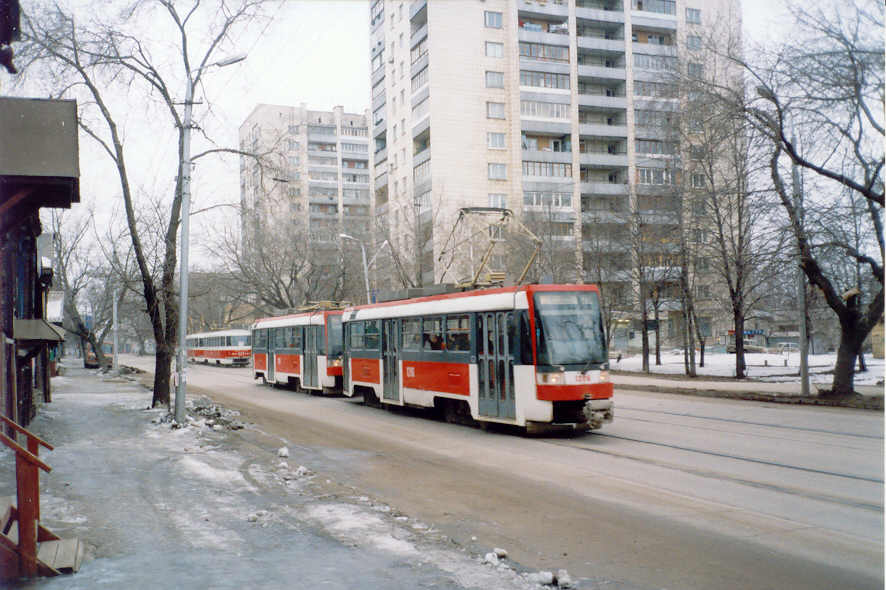
Tram per le vie del centro
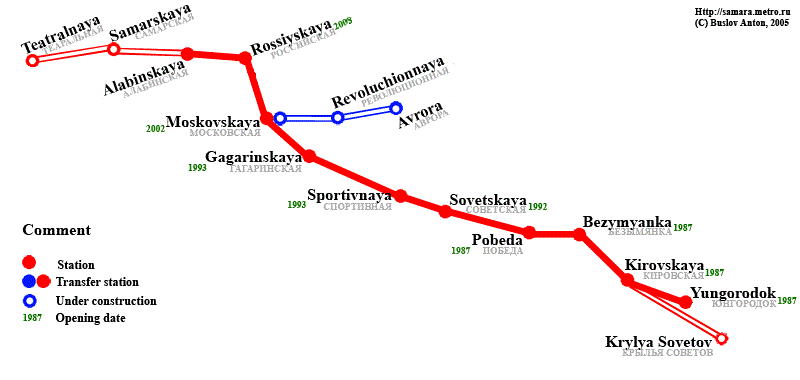
Mappa metroviaria
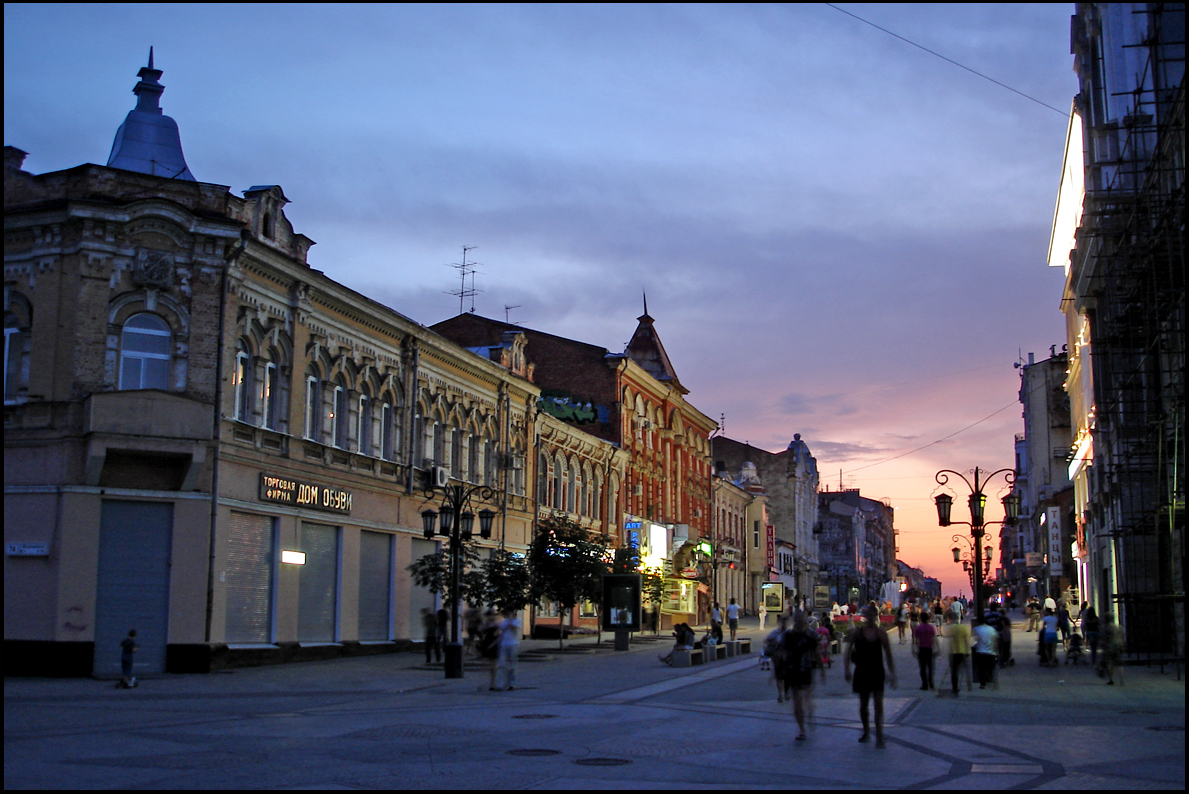
Via centrale